# Корнел Стодола
Ко́рнел Сто́дола (словац. Kornel Stodola; 29 серпня 1866, Ліптовський Мікулаш — 21 жовтня 1946, Братислава) — словацький підприємець і політичний діяч.
Народився в сім'ї підприємця, власника невеличких чинбарні та фабрики реміння, брат Аурела та Еміла Стодоли. Навчався в гімназіях міст Лученец, Кежмарок, Братислава й Пряшів.
Працював на батьковому шкіряному виробництві (з 1905 до 1911 був там навіть директором). В 1911—1918 роках мешкав у Відні. Заснував там словацький ломбард. Брав участь в організації словацького національного руху, при чому співробітничал з чеськими та румунськими політичними діячами. Під час Першої світової війни працював у групі Мілана Годжі. З 1918 член Словацької національної ради; підписав Мартінську декларацію.
У 1918—1925 в Чесько-Словацькій республіці депутат Національних зборів, а в 1925—1939 — сенатор від Республіканської партії землеробського та дрібноселянського люду.
1919 року був урядовим референтом з питань транспорту, пошти та телеграфу, а з 1920 очолив Торговельно-промислову палату в Братиславі.
Був одним з провідних представників підприємницьких кіл, головою Словацької лісопромислової спілки, Спілки ремісничо-торговельних кредитних установ, адміністративних рад, віце-головою Центрального об'єднання словацької промисловості. Організатор Дунайських міжнародних ярмарків, рослинної біржі.
Займав посади генерального консула в Румунії та почесного консула в Данії.
Активно пропагував туризм і спорт у Словаччині, першим привіз до Словаччини лижи (з Норвегії) й був піонером катання на лижах.

## Джерело
- Encyklopédia slovenska. Bratislava: Veda, 1981, V. zväzok, s. 603. (словац.)

1. ↑  Dostupné v archivu
2. ↑  Dostupné v archivu